# Neal Cassady
Neal Leon Cassady, född 8 februari 1926 i Salt Lake City, Utah, död 4 februari 1968 utanför San Miguel de Allende, Guanajuato, Mexiko, var en amerikansk stilbildare och ikon för "The Beat Generation" tillsammans med författare och poeter som John Clellon Holmes, Allen Ginsberg och Jack Kerouac. Cassady var bland annat inspirationen till romanfiguren Dean Moriarty i Jack Kerouacs På drift.
Cassady växte upp på Larimer Street i Denver tillsammans med sin alkoholiserade far, och tillbringade sina problematiska ungdomsår på fosterhem och diverse ungdomsanstalter. Med tiden utvecklade han en enastående känsla för livet som laglös, och det var hans spontanitet och kärlek till livet och dess äventyr som till en början inspirerade främst Jack Kerouac och Allen Ginsberg, men även William S. Burroughs till deras verk i sann Beat-anda. Bland annat förekommer Cassady i ett flertal verk av dessa författare, den mest kända pseudonymen finns att hitta i På drift (originaltitel: On the Road), där Neal Cassady går under namnet "Dean Moriarty", en skrupelfri livsnjutare som liftar runt i USA i jakt på nya upplevelser och människor.
Efter åren tillsammans med Jack Kerouac förlorade de delvis kontakten, och Cassady ingick senare tillsammans med bland andra Ken Kesey i gruppen "The Merry Pranksters", och blev förstås tillordnad platsen som chaufför på bussen "Further", i vilken de reste genom USA och spred kunskap om hippierörelsen i något de kallade för "The Electric Kool-Aid Acid Test". På det viset hjälpte Cassady även till att bilda övergången från Beatrörelsen till Hippierörelsen, och har sålunda haft stor betydelse för båda dessa händelser och deras inverkan på den senare delen av 1900-talets historia.
Den 3 februari 1968 besökte Cassady en fest i Mexiko, och under natten hade han för avsikt att vandra till närmsta stad längs några nedlagda järnvägsräls. Han var berusad och hade dessutom intagit tabletter, och den efterföljande morgonen fann man honom i koma, vid sidan av järnvägsrälsen. Han hade vandrat iklädd endast jeans och en t-shirt, och det hade varit en kall, regnig natt.
Han avled några timmar senare på ett närliggande sjukhus, fyra dagar före sin 42:a födelsedag.